# Pandrósio

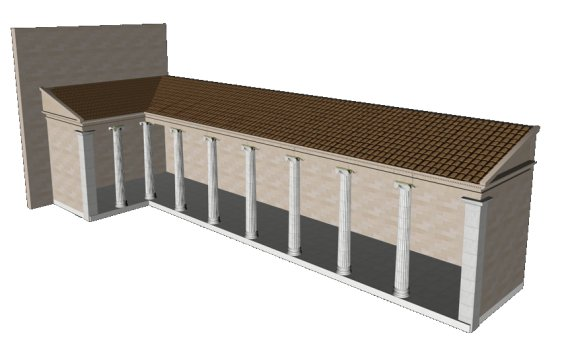
Reconstrução em 3D do Pandrósio

Pandrósio foi um santuário dedicado a Pândroso, uma das filhas de Cécrope I, o primeiro rei da Ática da Grécia, localizado na Acrópole de Atenas. Ele ocupava o espaço adjacente ao Erecteion e ao antigo Templo de Atena Polias.
O santuário era um pátio trapezoidal murado contendo o altar de Zeus Herceu (protetor do coração) sob a sagrada oliveira plantada em homenagem a Atena. No oeste havia uma entrada do propileu. Na esquina nordeste havia uma entrada elaborada na varanda norte e todo o complexo Erecteion. No leste, havia também uma pequena abertura através da qual o Tálassa de Posidão podia ser visto. O canto sul-leste deu acesso ao que algum pensamento era o túmulo de Cécrope. 